# آنا ريتا ديل بيانو
آنا ريتا ديل بيانو (بالإيطالية: Anna Rita Del Piano)‏ مواليد 26 يوليو 1966 في كاسانو ديلي مورجي، بوليا، إيطاليا، هي ممثلة إيطالية بدأت مسيرتها الفنية عام 1993.

## حياتها

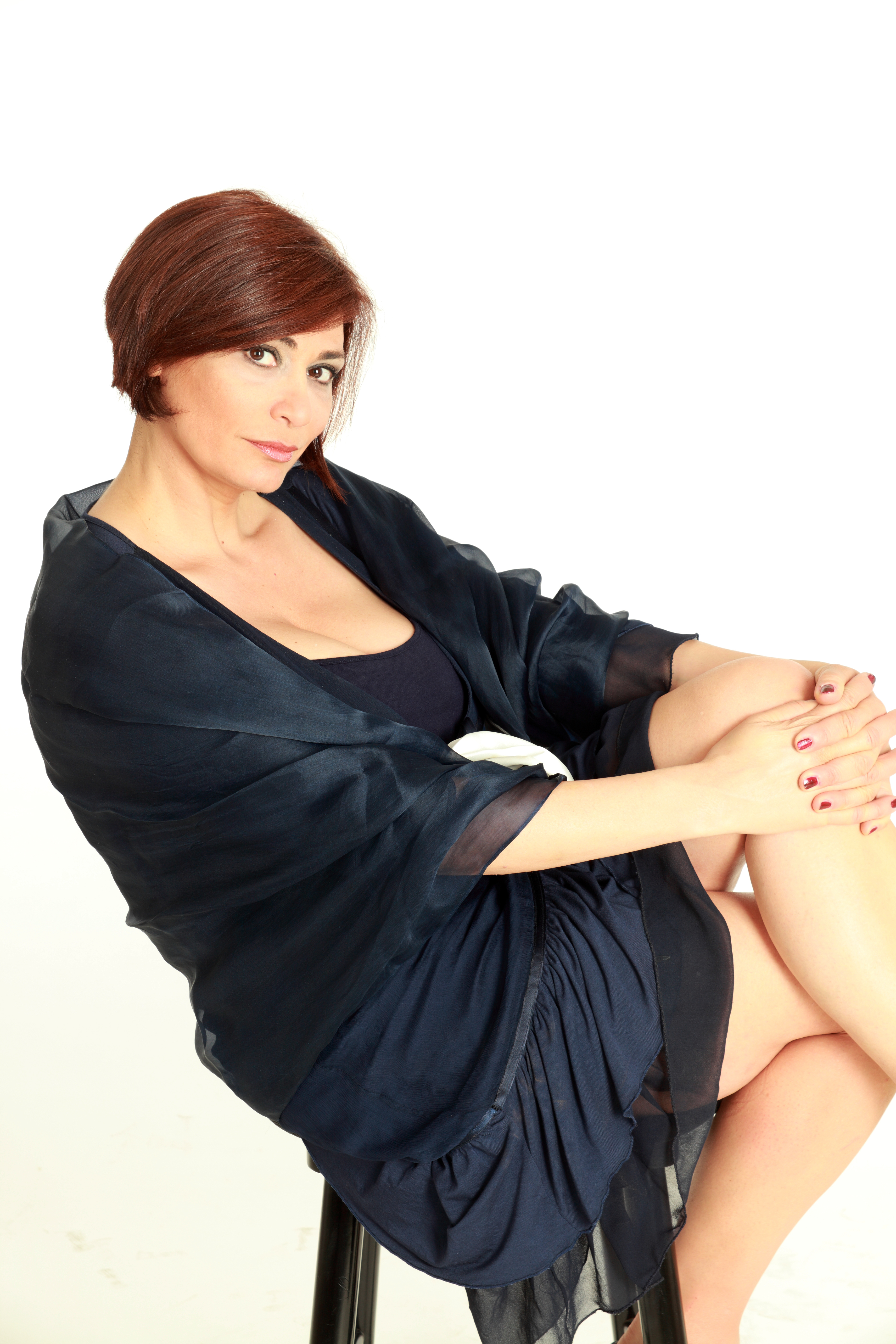
آنا ريتا ديل بيانو

ولد آنا ريتا في كاسانو ديلي مورجي حيث عاشت طفولته هناك، بعد ذلك انتقلت مع عائلتها إلى مدينة ماتيرا حيث بدأت أولى دراساته الفنية مع الباليه وبعد ذلك بدأت تهتم بنشاط المسرح عندما كان عمرها 14 عاما حيث حضرت مختبرات إنريكو أنكهنؤس، «هرمس»
لاميليو أندرسني و «تياترو دي ساسي» دائما في ماتيرا لماسيمو لانزيتا ولردنا بولكلي.

## فيلموغرافيا

### سينما
- لا باليا (1998)
- أي دافع (1999)
- المدرجات (2000)
- الوسائل (2002)
- سيدة (2002)
- العودة (2002)

### تلفزة
- الملك الرابع (1996)
- أحبوا أعداءكم وإخراج داميانو دامياني (1997)
- دعونا لا يكون أكثر (1998)
- مدير الماضي (1998)
- له ولها، (1999)

## روابط خارجية
- آنا ريتا ديل بيانو على موقع IMDb (الإنجليزية)
- آنا ريتا ديل بيانو على موقع قاعدة بيانات الفيلم (الإنجليزية)